# Мейлунас, Эгидиюс
Эги́диюс Мейлу́нас (лит. Egidijus Meilūnas; род. 14 февраля 1964, Вильнюс, Литовская ССР, СССР) — литовский государственный служащий и дипломат. В 2010—2012 годах был заместителем министра иностранных дел Литвы. Посол Литвы в Польше с 2004 по 2010 год. Посол Литвы в Японии с 2012 по 2017 год (а также в Австралии, Новой Зеландии, Индонезии, Сингапуре, Малайзии и на Филиппинах). Посол Литвы в Ирландии с 2017 по 2020 год. Награждён Командорским крестом ордена «За заслуги перед Литвой».

## Личная жизнь
Родился 14 февраля 1964 года в Вильнюсе. В 1989 году окончил медицинский факультет Вильнюсского университета. Защитил диплом по специальности «врач-педиатр». В 2001 году окончил юридический факультет того же университета со степенью магистра. Женат. Имеет двух детей. Кроме литовского языка, свободно владеет русским, английским и польским языками.

## Карьера
До 1990 года работал научным сотрудником на кафедре хирургии Вильнюсского университета. В 1991—1992 годах служил заместителем руководителя пресс-службы правительства Литвы. В 1992—1995 годах служил в посольстве Литвы в Польше, занимая посты атташе, второго секретаря, советника. В 1995—1998 годах работал заместителем директора Департамента стран Центральной Европы Министерства иностранных дел Литвы.
С 1998 по 2002 год был советником по национальной безопасности и заместителем по вопросам внешней политики, а с 2002  года советником по внешней политике при президенте Литвы Валдасе Адамкусе. В этот период он также был исполнительным секретарем Координационного совета по внешней политике при президенте Литвы, а также сопредседателем Консультативного комитета президентов Польши и Литвы. В 2003—2004 годах работал генеральным инспектором в Министерстве иностранных дел Литвы.
С 19 июля 2004 по 13 сентября 2010 года был послом Литвы в Польше. С сентября 2010 по октябрь 2012 года работал заместителем министра иностранных дел Литвы, отвечал за политику ЕС, отношения с европейскими странами, экономическую дипломатию и экономическую безопасность.
С октября 2012 по август 2017 года был послом Литвы в Японии. Также исполнял обязанности посла Литвы с 2013 года в Австралии и на Филиппинах, с 2014 года в Новой Зеландии, с 2015 года в Сингапуре, с 2016 года в Индонезии и Малайзии. С 24 августа 2017 рода по ноябрь 2020 является послом Литвы в Ирландии.
С декабря 2020 года - вице-министр иностранных дел Литвы.

## Награды
- Командорский крест ордена «За заслуги перед Литвой» (2003 год).
- Орден «За заслуги» III степени (5 ноября 1998 года, Украина) — за весомый личный вклад в развитие украинско-литовского сотрудничества[8].
- Офицер ордена Трёх звёзд (12 марта 2001 года, Латвия)[9].
- Командор со звездой ордена Заслуг перед Республикой Польша (2003 год, Польша)[10].
- Командор ордена Заслуг перед Республикой Польша (1999 год, Польша)[11].
- Кавалер ордена Заслуг перед Республикой Польша (1996 год, Польша)[12].
- Командор ордена Заслуг (1998 год, Норвегия)[13]